# Montgiscard

Montgiscard este o comună în departamentul Haute-Garonne din sudul Franței. În 2009 avea o populație de 2.060 de locuitori.

## Evoluția populației
| An        | 1975  | 1982  | 1990  | 1999  | 2006  | 2009  |
| --------- | ----- | ----- | ----- | ----- | ----- | ----- |
| Populație | 1.281 | 1.575 | 1.792 | 1.947 | 2.033 | 2.060 |